# Powiat pilski
Powiat pilski är ett distrikt i västra Polen, beläget i norra delen av Storpolens vojvodskap. Huvudort och största stad är Piła. Distriktet grundades vid den stora administrativa reformen i Polen 1999 och hade 137 463 invånare i juni 2016.

## Kommuner
Powiatet indelas i 9 kommuner, varav:
en stadskommun:
- Piła

fyra stads- och landskommuner:
- Łobżenica
- Ujście
- Wyrzysk
- Wysoka

samt fyra landskommuner:
- Białośliwie
- Kaczory
- Miasteczko Krajeńskie
- Szydłowo